# Fenouillet (Pirenéus Orientais)
Fenouillet é uma comuna francesa na região administrativa de Occitânia, no departamento de Pirenéus Orientais. Estende-se por uma área de 18,76 km². Em 2010 a comuna tinha 90 habitantes (densidade: 4,8 hab./km²).

## Geografia

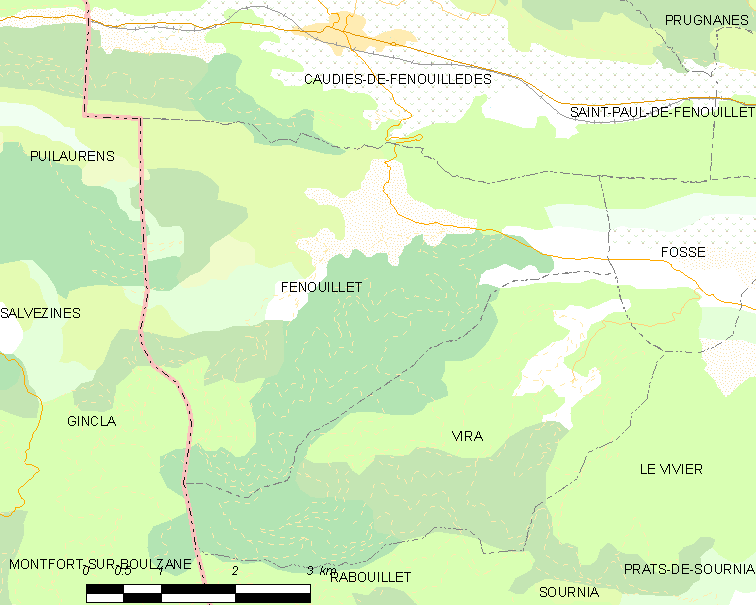
Mapa de Fenouillet